# 1 proti všem
1 proti všem (stylizováno jako 1 PROTI VŠEM) je televizní soutěž vysílaná od 1. září 2018 do 6. října 2018 každou sobotu od 20.15 na televizi Prima. Moderátory byli Libor Bouček, Leoš Mareš a Angeé Svobodová. Soutěž byla vysílána živě ze studia v Praze.
V soutěži soutěžili diváci proti soutěžícímu ve studiu. Diváci během živého vysílání tipovali pomocí mobilní aplikace odpovědi na otázky. Výherce mohl vyhrát až 1 500 000 Kč.

## Seznam dílů

### První řada (2018)
| Č. v seriálu | Č. v řadě | Původní název | Režie                        | Scénář       | Výherce a částka                                         | Premiéra      | Sledovanost (v milionech) |
| ------------ | --------- | ------------- | ---------------------------- | ------------ | -------------------------------------------------------- | ------------- | ------------------------- |
| 1            | 1         | Epizoda 1     | Michael Čech, Peter Kaštil   | Libor Bouček | D: Tomáš, 915 000 Kč                                     | 1. září 2018  | 0,377                     |
| 2            | 2         | Epizoda 2     | Michael Čech, Peter Kaštil   | Libor Bouček | S: Jana, 1 500 000 Kč                                    | 8. září 2018  | 0,382                     |
| 3            | 3         | Epizoda 3     | Michael Čech, Lenka Loutková | Libor Bouček | R – S: Patrik Vaněk, 532 500 Kč, D: Jaromíra, 217 500 Kč | 15. září 2018 | 0,323                     |
| 4            | 4         | Epizoda 4     | Michael Čech, Lenka Loutková | Libor Bouček | S: Adam Rec, 975 000 Kč                                  | 22. září 2018 | 0,381                     |
| 5            | 5         | Epizoda 5     | Michael Čech, Jan Fronc      | Libor Bouček | D: Jaromír, 1 005 000 Kč                                 | 29. září 2018 | 0,383                     |
| 6            | 6         | Epizoda 6     | Michael Čech, Jan Fronc      | Libor Bouček | S: Zdeněk Navrátil, 420 000 Kč                           | 6. října 2018 | 0,299                     |

## Kritika
- ČSFD, 38 %, recenze

## Zajímavosti
- Aplikace 1 PROTI VŠEM byla 25. srpna 2018 1. v kategorii Populární a Zábava v Obchodě Play s průměrem 5,0 hvězdiček.[13][14]